# Senasluv
Senasluv(mađ. Püspökszentlászló) je selo u južnoj Mađarskoj. 

## Zemljopisni položaj
Nalazi se istočnim vrhovima gore Mečeka (mađ. Mecsek), na 46°11' sjeverne zemljopisne širine i 18°22' istočne zemljopisne dužine, 4 km sjeverno od Hetinja, na 597 m nadmorske visine.
Nalazi se usred zaštićenog krajobraza Kelet-Meček, koji je dio nacionalnog parka Dunav-Drava (Duna-Dráva Nemzeti Park).

## Upravna organizacija
Upravno pripada selu Hetinju u komlovskoj mikroregiji u Baranjskoj županiji. Poštanski broj je 7694.
Do 1942. je bilo samostalnim selom, a onda je upravno pripojeno Hetinju.

## Kultura i turizam
Turizam. Glavna turističkih odredišta su arboretum i biskupova palača.

## Stanovništvo
2001. je u Senasluvu živjelo 14 stanovnika.